# Dasyhelea lediformis
Dasyhelea lediformis är en tvåvingeart som beskrevs av Remm 1993. Dasyhelea lediformis ingår i släktet Dasyhelea och familjen svidknott. Inga underarter finns listade i Catalogue of Life.